# Темплтон, Динк
Роберт Лайман (Динк) Темплтон (англ. Robert Lyman (Dink) Templeton, 27 мая 1897, Хелена — 7 августа 1962, Пало-Алто, Калифорния) — американский регбист и легкоатлет, выступавший в прыжках в длину и прыжках в высоту. Олимпийский чемпион 1920 года.

## Биография
Динк Темплтон родился 27 мая 1897 года в американском городе Хелена.
Окончил среднюю школу Пало-Алто.
Занимался в Стэнфордском университете лёгкой атлетикой, регби и американским футболом. Выступал за «Стэнфорд Кардинал».
В 1920 году вошёл в состав сборной США по регби на летних Олимпийских играх в Антверпене и завоевал золотую медаль. Играл на позиции замыкающего, провёл 1 матч против сборной Франции, набрал 3 очка, забив мяч ударом с 55 ярдов. Также выступал в прыжках в длину, где занял 4-е место, показав результат 6,95 метра и уступив 20 сантиметров победителю Вилльяму Петерссону из Швеции. Планировал выступить в прыжках в длину, где показывал лучшие результаты, однако его стиль прыжка «западный перекат» тогда был запрещён.
В 1921 году окончил Стэнфордский университет, став бакалавром права. В 1922—1939 годах работал в вузе тренером по лёгкой атлетике. Практиковал ежедневные занятия, что в то время не было обычной практикой. Под его началом легкоатлеты Стэнфорда 19 раз становились чемпионами Национальной ассоциации студенческого спорта, а команда университета трижды выигрывала общий зачёт (1925, 1928, 1934). В дальнейшем до конца жизни был тренером в Олимпийском клубе в Сан-Франциско.
Параллельно работал журналистом и телеведущим.
Умер 7 августа 1962 года в американском городе Пало-Алто.

## Личный рекорд
- Прыжки в длину — 7,085 (1920)[3]

## Память
В 1976 году введён в Зал славы лёгкой атлетики США.
Введён в Зал спортивной славы Стэнфордского университета.